# Хазиева, Равиля Минигалеевна
Равиля Минигалеевна Хазиева (15 августа 1930 — 18 августа 2021) — советская танцовщица. Народная артистка БАССР (1967).

## Биография
Хазиева Равиля Минигалеевна родилась 15 августа 1930 года в д. Ибрагимово (ныне — Кармаскалинского района Башкирии).
В 1952 году окончила Уфимское театрально-художественное училище, работала в Башкирском государственном ансамбле народного танца имени Файзи Гаскарова. В 1973—1978 годах — в Башкирской государственной филармонии, Башкирском государственном театре оперы и балета. Сотрудничала с Союзом композиторов БАССР.

## Танцы
Башкирские танцы: «Длинноволосая» («Озон сэс»), «Загида», «Дружба», «Старинный женский танец с ведром», «Свидание у ручья», «Зарифа», «Весенний поток», «Проказницы», «Укротители».
Танцы народов СССР, восточные танцы (индийский в стиле катхакали, лаосский «Лао», корейский танец с веерами).

## Награды и звания
- Серебряная медаль VII Всемирного Фестиваля молодёжи и студентов в Вене (1952)
- Заслуженная артистка Башкирской АССР (1955)
- Медаль «За трудовое отличие» (1955).
- Народная артистка Башкирской АССР (1967).